# Antidesma pachybotryum

Antidesma pachybotryum är en emblikaväxtart som beskrevs av Ferdinand Albin Pax och Käthe Hoffmann.
Antidesma pachybotryum ingår i släktet Antidesma och familjen emblikaväxter. Inga underarter finns listade i Catalogue of Life.